# Formularverlag
Ein Formularverlag ist ein Verlag, der sich auf Produktion und Vertrieb von Formularen spezialisiert hat. 
Grundlage bietet die Tatsache, dass vornehmlich für den Bereich des gewerblichen oder privaten Rechnungswesens immer neue Formulare zum Teil mit Durchschreibesätzen notwendig werden, serienmäßig gedruckt und in den Handel gegeben werden. Über diesen gelangen sie dann zum Endkunden. 